# Dwanaście prac Asteriksa
Dwanaście prac Asteriksa (ang. The Twelve Tasks of Asterix, fr. Les Douze Travaux d’Astérix) – francuski film animowany, opowiadający o kolejnych, trzecich już przeniesionych na ekran, przygodach dwóch dzielnych Galów – Asteriksa i Obeliksa. Jeden z dwóch filmów animowanych, obok Asterix i Kleopatra, zrealizowanych osobiście przez autorów komiksu René Goscinnego i Alberta Uderzo, aczkolwiek jest to pierwszy, którego fabuła nie jest oparta na żadnym z komiksów o Asteriksie. Film zawiera oryginalną historię, humor i nowe postacie.
Film stanowi alternatywną rzeczywistość względem serii komiksów. Rzymianie nie są świadomi istnienia Magicznego Napoju druida Panoramiksa, świat jest o wiele bardziej absurdalny, napchany fantastycznymi elementami (duchy, mówiące szkielety, rzymscy bogowie, podczas gdy w komiksach i innych filmach praktycznie jedynym nadprzyrodzonym elementem była magiczna mikstura), a w przeciwieństwie do trzymającego się wiernie historii komiksu, zakończenie filmu oferuje alternatywny i o wiele bardziej abstrakcyjny przebieg wydarzeń.

## Fabuła
Po kolejnej porażce wojsk rzymskich w walce z buntowniczą wioską w głowach senatorów pojawia się myśl, że niezmordowani Galowie są bogami. Juliusz Cezar, chcąc udowodnić, iż są w błędzie, udaje się na spotkaniem z wodzem osady i proponuje układ: jeśli wykonają 12 prac (na wzór prac Herkulesa), które w mniemaniu Cezara są zdolni wykonać tylko bogowie, Rzym się ukorzy. W przeciwnym razie wszyscy Galowie zostaną niewolnikami. Wódz przyjmuje wyzwanie, przez co spotyka się z krytyką i oburzeniem ze strony druida Panoramiksa. Asteriks jako najsprytniejszy w osadzie i Obeliks jako najsilniejszy zostają wyznaczeni do zadania i wraz z notującym ich postępowania Rzymianinem Gajuszem Popusem – najbardziej zaufanym człowiekiem Cezara – ruszają w drogę.
Cezar poddaje się i oddaje wodzowi Galów swoje laury, przyznając mieszkańcom osady wyższość. Galowie pozwalają Cezarowi wraz z Kleopatrą wieść prosty żywot prostego ogrodnika z dala od niebezpieczeństw władzy. Popus za swe usługi zostaje wysłany na Wyspę Rozkoszy, a Asteriks wyjaśnia Obeliksowi w czasie finałowego bankietu, że to, co właśnie miało miejsce, to tylko film animowany i że w nim wszystko może się zdarzyć. Obeliks zdając sobie z tego sprawę postanawia to wykorzystać. W wyniku tego znika wraz z dzikiem i przenosi się na Wyspę Rozkoszy.

## Obsada głosowa[1]
- Roger Carel –
  - Asteriks,
  - Idefiks,
  - Gajusz Popus,
  - Wulkan,
  - doradca
- Jacques Morel – Obeliks
- Jean Martinelli –
  - Juliusz Cezar,
  - Zeus
- Pierre Tornade – Abrarakuriks
- Henri Virlogeux –
  - Panoramiks,
  - Izyrys, egipski mag
- Roger Lumont –
  - cylindryk z Germanii,
  - legionista
- Micheline Dax –
  - główna kapłanka z wyspy Rozkoszy,
  - Kleopatra
- Claude Dasset –
  - indiański wódz,
  - mężczyzna na huśtawce
- Stéphane Steeman – Manekennpiks
- Bernard Lavalette – prefekt Domu Który Czyni Szalonym
- Henri Labussière – portier Domu Który Czyni Szalonym
- Gérard Hernandez –
  - czcigodny ze szczytu,
  - doradca
- Georges Atlas –
  - zjawa centuriona,
  - Tenautomatiks,
  - Mars
- Odette Laure – urzędniczka w Domu Który Czyni Szalonym
- Jacques Hilling –
  - trener cyrku,
  - dekurion
- Henri Poirier – centurion
- Claude Bertrand – doradca cesarski #2
- Monique Thubert – Afrodyta
- Pierre Tchernia – narrator
- Nicole Nervil – Dobromina
- Pascal Mazzotti – doradca cesarski #1
- Jean Stout – papuga
- Caroline Clerc
- Gisèle Grimm
- Nicole Jonesco
- Mary Mongourdin

## Odniesienia w kulturze popularnej
- Misja poboczna w dodatku Krew i wino do gry Wiedźmin 3: Dziki Gon nawiązuje do ósmej pracy. Geralt, tak jak Asteriks i Obeliks, musi zdobyć zaświadczenie A38, które jest konieczne do pozytywnego załatwienia sprawy. Innymi punktami wspólnymi są jałowe dyskusje urzędników i niechęć do obsłużenia klienta, konieczność biegania od jednego biura do drugiego i położenie okienka nr 1, które znajduje się na prawo od drzwi wejściowych do budynku[2].